# Trivial Matters
Trivial Matters (chino: 破事兒, Jyutping: Por see yee) es el nombre de película hongkonés del género comedia dirigida por Pang Ho-Cheung, que se estrenarán el 20 de diciembre de 2007.

## Actores
- Angelababy Yeung ... Taya
- Conroy Chan Chi-Chung ... Gerente de Salón Bolos
- Eason Chan ... Fu
- Chan Fai-hung ... Profesor Chan
- Chan Yat Ning ... Wai-ying
- Edison Chen ... Jason
- Stephanie Cheng ... Shirley
- Gillian Chung ... Wai
- Feng Xiaogang ... Secretario de Cuenta
- Peter Kam ... Señor Wong
- Kenny Kwan ... Chi
- Jan Lamb ... Psiquiatra
- Chet Lam ... Cantante
- Juno Mak ... Eagle
- Joe Phua ... Cho
- Patrick Tam Yiu-Man ... Editor de la Revista
- Stephy Tang ... Kei
- Kristal Tin ... Señora Chan
- Chapman To ... Chak
- Shawn Yue ... Lok
- Zheng Zhang ... Prostituta